# Trofeo Matteotti
De Trofeo Matteotti is een eendagswielerwedstrijd die wordt verreden rond de Italiaanse stad Pescara. De eerste editie werd georganiseerd in 1952. De wedstrijd vindt tegenwoordig plaats in september. In 1975 en 1995 gold de wedstrijd tevens als de Italiaanse kampioenschapswedstrijd.
In 2023 won Sjoerd Bax als eerste Nederlander deze wedstrijd.

## Lijst van winnaars

### Meervoudige winnaars
| Overwinningen | Renner               | Land   | Jaren              |
| ------------- | -------------------- | ------ | ------------------ |
| 3             | Francesco Moser      | Italië | 1975 + 1976 + 1978 |
| 2             | Giuseppe Minardi     | Italië | 1949 + 1955        |
| 2             | Pierino Baffi        | Italië | 1962 + 1963        |
| 2             | Guido de Rosso       | Italië | 1964 + 1965        |
| 2             | Wilmo Francioni      | Italië | 1971 + 1977        |
| 2             | Francesco Casagrande | Italië | 1998 + 1999        |
| 2             | Filippo Pozzato      | Italië | 2003 + 2007        |
| 2             | Matteo Trentin       | Italië | 2019 + 2021        |

### Overwinningen per land
| Overwinningen | Land                                                                      |
| ------------- | ------------------------------------------------------------------------- |
| 60            | Italië                                                                    |
| 3             | Zwitserland                                                               |
| 2             | België, Denemarken, Rusland                                               |
| 1             | Australië, Duitsland, Nederland, Oekraïne, Venezuela, Wit-Rusland, Zweden |

2005 · 
2006 · 
2007 · 
2008 · 
2009 · 
2010 · 
2011 · 
2012 · 
2013 · 
2014 · 
2015 · 
2016 · 
2017 ·
2018 ·
2019 ·
2020 ·
2021 ·
2022 ·
2023 ·
2024 ·
2025
Belangrijkste etappewedstrijden

Internationaal Wegcriterium · Driedaagse Brugge-De Panne · Ronde van de Alpen · Vierdaagse van Duinkerke · Ronde van Beieren · Ronde van Noorwegen · Ronde van België · Ronde van Luxemburg · Ronde van Oostenrijk · Ronde van Wallonië · Ronde van Burgos · Ronde van Denemarken · Arctic Race of Norway · Ronde van Groot-Brittannië
Belangrijkste eendaagse wedstrijden

Trofeo Laigueglia · GP Lugano · GP Nobili Rubinetterie · Dwars door Vlaanderen · Scheldeprijs · Brabantse Pijl · GP Kanton Aargau · Brussels Cycling Classic · GP Fourmies · Primus Classic Impanis-Van Petegem · Ronde van de Drie Valleien · Milaan-Turijn · Ronde van Piemonte · Ronde van het Münsterland · Ronde van Emilia · Parijs-Tours · GP Bruno Beghelli